# Laurêncio (homem perfeitíssimo)
Laurêncio (em latim: Laurentius) foi um oficial romano do século IV ou V ativo na Itália. Um homem perfeitíssimo (em latim: vir perfectissimus), exerceu a função de curador de Preneste (curator civitatis Praenestinae) sob o comando de Bárbaro Pompeiano.